# Cerro Alto, Guerrero
Cerro Alto är en ort i Mexiko.   Den ligger i kommunen Teloloapan och delstaten Guerrero, i den södra delen av landet, 150 km sydväst om huvudstaden Mexico City. Cerro Alto ligger 1 492 meter över havet och antalet invånare är 531.
Terrängen runt Cerro Alto är kuperad. Runt Cerro Alto är det ganska glesbefolkat, med 50 invånare per kvadratkilometer. Närmaste större samhälle är Teloloapan, 9,5 km öster om Cerro Alto. I omgivningarna runt Cerro Alto växer huvudsakligen savannskog.